# Leroy Milton Kelly
Leroy Milton Kelly (* 8. Mai 1914; † 21. Februar 2002) war ein US-amerikanischer Mathematiker, der sich mit Geometrie (speziell kombinatorischer Geometrie) befasste.
Kelly studierte an der Boston University und wurde 1948 an der University of Missouri bei Leonard Blumenthal promoviert (New Properties of Elliptic Space). Er war Professor an der Michigan State University. Zuletzt lebte er in Holt.
Er gab in den 1940er Jahren eine euklidische Lösung des Sylvester-Gallai-Problems an, ursprünglich von Sylvester 1893 gestellt, 1943 von Paul Erdős als Problem neu veröffentlicht und von Tibor Gallai und anderen gelöst (unter anderem gab Robert Steinberg 1944 einen projektiven Beweis). Er befasste sich auch mit Verallgemeinerungen des Problems. Mit W. O. J. Moser bewies er 1958, dass in einer ebene Anordnung von n Punkten ({\displaystyle n\geq 3}), die nicht alle kollinear sind, mindestens {\displaystyle 3\lfloor n/7\rfloor } Geraden gibt, die genau 2 Punkte enthalten (und dass dies für n=7 auch die obere Schranke ist). Das war ein wichtiger Schritt in Richtung einer bis heute unbewiesenen Vermutung von Gabriel Andrew Dirac (der  {\displaystyle \lfloor n/2\rfloor } Geraden vermutete).

## Schriften
- Herausgeber mit Andrew Gleason: The William Lowell Putnam Mathematical Competition: problems and solutions, 1938-1964, 1980
- A resolution of the Sylvester–Gallai problem of J. P. Serre, Discrete and Computational Geometry, Band 1, 1986, S. 101–104
- mit W. O. J. Moser: On the number of ordinary lines determined by n points, Canad. J. Math. 10, 1958, S. 210–219
- Herausgeber: The Geometry of metric and linear spaces: proceedings of a conference held at Michigan State University, East Lansing, June 17-19, 1974, Springer Verlag 1975